# Ivanpass

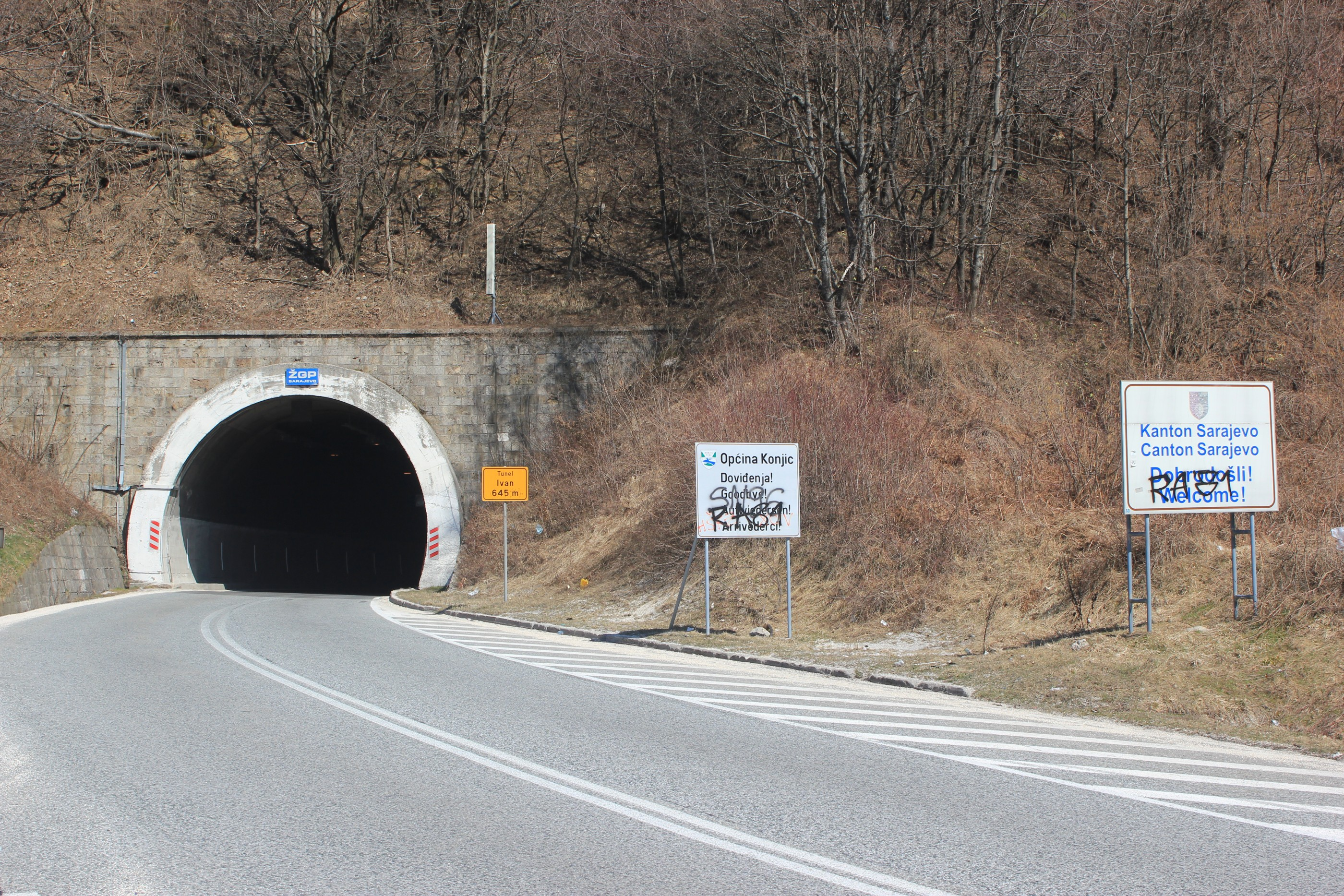
Südportal des Ivan-Straßentunnels (2017)

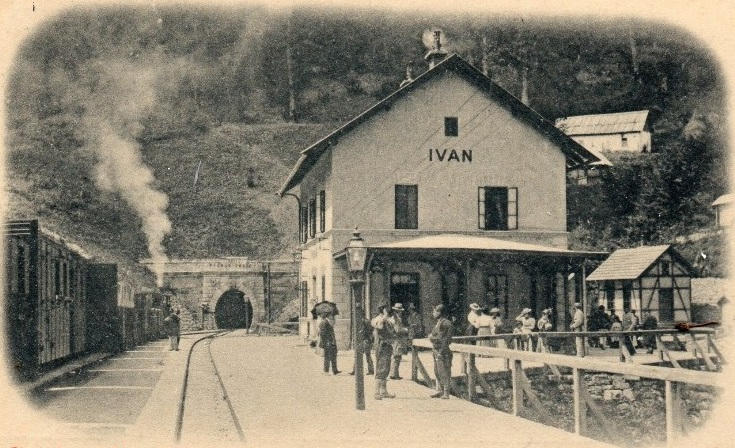
Station Ivan der damaligen Narentabahn

Der Ivanpass (serbokroatisch Иван седло Ivan sedlo) ist ein Gebirgspass in Bosnien und Herzegowina und verbindet Sarajevo unweit der Bosna mit Mostar an der Neretva. Er befindet sich zwischen den Orten Tarčin (Gemeinde Hadžići) im Norden und Bradina (Gemeinde Konjic) im Süden am Übergang zwischen Bosnien und der Herzegowina.
Durch den Pass führt die Magistralstraße M17 mit dem 645 Meter langen Ivan-Straßentunnel und die normalspurige Bahnstrecke Sarajevo–Ploče mit dem 3221 Meter langen Ivan-Eisenbahntunnel. Der Straßentunnel diente ursprünglich der inzwischen eingestellten schmalspurigen Narentabahn. Mit der Fertigstellung des zweiröhrigen Tunnels der bosnischen Autobahn 1 im September 2022 wurde dieses Nadelöhr durch eine leistungsfähige Straßenverbindung ersetzt.
Beim Ivanpass handelt es sich um die wichtigste Straßenverbindung zwischen Bosnien und der Herzegowina sowie den Großstädten Sarajevo und Mostar.